# Wiszenki
Wiszenki – wieś w Polsce położona w województwie lubelskim, w powiecie zamojskim, w gminie Skierbieszów, w obrębie Działów Grabowieckich.
W latach 1975–1998 miejscowość administracyjnie należała do województwa zamojskiego.
Wieś jest sołectwem w gminie Skierbieszów. Według Narodowego Spisu Powszechnego z roku 2011 wieś liczyła 65 mieszkańców.
Wierni Kościoła rzymskokatolickiego należą do parafii Świętego Krzyża w Kalinówce.

## Historia
W wyniku archeologicznych badań powierzchniowych, prowadzonych w ramach Archeologicznego Zdjęcia Polski (AZP), na terenie Wiszenek odkryto 2 stanowiska, a w Kolonii Wiszenki kolejne 3 stanowiska (punkty osadnicze). Na dwóch stanowiskach znaleziono materiały nowożytne, które nie wnoszą nic do pradziejów. Na trzech pozostałych stanowiskach zanotowano tylko kopce ziemne (kurhany). Jeden z nich został w latach 1975-1976 przebadany wykopaliskowo w wyniku znaleziono w nim m.in. kilka szkieletów ludzkich. Według autora wykopalisk kopiec można datować na X-XI wiek. Przypuszczalnie także z tego okresu pochodzą dwa pozostałe kopce. Innych zabytków na terenie miejscowości nie zarejestrowano.
Początki wsi nie są znane, choć w przybliżeniu należy je datować na poł. XVI wieku. Wiszenki nie istniały jeszcze, gdy włość sulmicka należała do Rzeszowskich. Dopiero Tarnowski lub Ocieski założyli tę wieś. Z całą pewnością w 2 poł. XVI wieku Wiszenki wchodziły w skład dóbr sulmickich, które z kolei należały do starostwa krasnostawskiego. Podstawą utrzymania mieszkańców było wówczas sadownictwo, stąd zapewne nazwa wsi. Pierwsza wzmianka o miejscowości pochodzi z roku 1580, kiedy Jan Ocieski Erazmowi Tłokińskiemu połowę dóbr Sulmice, Zabytów, Huszczka Wielka, Huszczka Mała, Monastyr, Wiszenki, Krasne i Wirbkowice w połowie sprzedał za 25 000 grzywien a w połowie darował. Jednak zapewne wróciły one ponownie do Ocieskiego, który dwa lata później odsprzedał włość sulmicką [wraz z Wiszenkami] Janowi Zamoyskiemu za sumę 25 tys. złp. W 1589 roku wieś została włączona do Ordynacji Zamojskiej i odtąd dzieliła jej losy.
W 1622 roku Raduł uzyskał przywilej od Tomasza Zamoyskiego na leśnictwo w Wiszenkach, które „nadano mu wraz z karczmą, gruntami ornymi, łąkami, wolnym warzeniem piwa i kurzeniem gorzałki oraz wolnym mlewem w młynie zabytowskim na potrzeby domowe i karczemne. Przydano do tego półłanek roli z budynkiem wybudowanym przez poprzedniego karczmarza i z ćwiercią roli do tego półłanka przyległą”. W 1679 roku notowano w Wiszenkach dwór, karczmę i winnicę. W 1777 roku obok budynków dworskich wybudowano nową karczmę i winnicę. Wówczas były we wsi 4 sady. Po pierwszym rozbiorze Polski, kiedy wieś weszła w skład Austrii, w latach 1782-84 stacjonowali tu żołnierze austriaccy i wymuszając na mieszkańcach dostarczanie żywności doprowadzili ich do ruiny gospodarczej. Inwentarz z 1807 roku wymienia w Wiszenkach budynki dworskie, karczmę i zniszczoną gorzelnię z wołownią. Spis z 1827 roku notował wieś w powiecie zamojskim i parafii Zamość. Liczyła wówczas 25 domów i 154 mieszkańców. Pod koniec XIX wieku było tu 5 domów dworskich i 11 włościańskich oraz 154 mieszkańców, w tym 134 prawosławnych. Włościanie posiadali wówczas 216 mórg, a do folwarku należało 413 mórg. W miejscowości istniało rozwinięte sadownictwo, głównie uprawa wiśni.
W 1904 roku istniała we wsi szkoła przycerkiewna. Szkoła funkcjonowała także w okresie międzywojennym, jednak o jej dziejach nic nie wiadomo. W 1948 roku wznowiono naukę, a zajęcia prowadzono w mieszkaniach prywatnych wynajmowanych. W czerwcu 1955 roku na budynek szkoły przejęto murowany dom. W nowym budynku szkolnym obok sali lekcyjnej mieściła się także świetlica. W 1975 roku szkoła została filią Zbiorczej Szkoły Podstawowej w Skierbieszowie. W 1978 roku obniżono stopień organizacyjny Punktu Filialnego do klas 0-3. Od 1983 roku Punkt Filialny w Wiszenkach włączono do SP w Sulmicach. W następnym roku szkoła usamodzielniła się, ale w 1988 roku z powrotem utworzono Punkt Filialny. W 1996 roku szkołę zlikwidowano, a uczniów przeniesiono do Sulmic.
Według spisu z 1921 roku wieś liczyła 25 domów i 130 mieszkańców, w tym 36 Ukraińców, natomiast w folwarku były 2 domy i 81 mieszkańców, w tym 2 Ukraińców. W 1929 roku majątek ordynacki w Wiszenkach został rozparcelowany i sprzedany chłopom. W ten sposób powstała Kolonia Wiszenki.
W tym czasie w Wiszenkach zanotowano silne wpływy Komunistycznej Partii Polski, które zaowocowały utworzeniem we wsi komórki KPP.
Wyjątkowo tragiczne wydarzenia objęły mieszkańców wsi podczas II wojny światowej. Wiszenki w ramach odwetu za pomoc udzielaną partyzantom zostały przez Niemców kilkakrotnie spacyfikowane. 10 maja 1942 roku rozstrzelano tu 11 osób, 20 maja zamordowano dalszych 15, a 25 maja spalono kilkanaście gospodarstw i zamordowano 4 osoby. Po wyzwoleniu spod okupacji niemieckiej wieś została odbudowana.
W 1947 roku Wiszenki liczyły 197 ha ziemi oraz 133 mieszkańców, natomiast Kol. Wiszenki liczyła 260 ha ziemi i 259 mieszkańców. W 1966 roku powstała w Wiszenkach jednostka Ochotniczej Straży Pożarnej. Już w 1966 roku strażacy otrzymali motopompę, a dwa lata później wybudowali remizę.
Do ważniejszych wydarzeń gospodarczych w okresie powojennym należy zaliczyć elektryfikację wsi w 1965 roku, budowę wodociągu w 1972 roku oraz budowę utwardzonej drogi Sulmice-Anielpol ukończonej pod koniec lat 90. XX w. W 1988 roku powstał we wsi Ludowy Zespół Śpiewaczy „Wisznia”.
Na początku 2009 roku w Wiszenkach mieszkało 65 osób, a dalszych 107 osób mieszkało w Kol. Wiszenki.